# Hampus Olsson
Hampus Olsson, född 26 augusti 1994, är en svensk handbollsspelare som spelar för HC Erlangen. Han är vänsterhänt och spelar som högersexa.

## Karriär
Olssons moderklubb är IFK Trelleborg. Säsongen 2019/20 vann han skytteligan och blev invald till Handbollsligans All-Star Team. Han påbörjade säsongen 2020/21 i HK Malmö, men i september blev det officiellt att tyska Bundesligaklubben HC Erlangen köpt loss honom med omedelbar verkan.
Vid EM 2022 blev Olsson blixtinkallad till landslaget på grund av coronafall, men var aldrig med i matchtruppen. Han blev sedan uttagen i A-landslaget i februari 2023 inför två landskamper mot Spanien. Han debuterade den 12 mars 2023, men blev mållös.